# Campanulina panicula
Campanulina panicula is een hydroïdpoliep uit de familie Campanulinidae. De poliep komt uit het geslacht Campanulina. Campanulina panicula werd in 1874 voor het eerst wetenschappelijk beschreven door G.O. Sars. 